# Miasto Požega
Miasto Požega (chorw. Grad Požega) – jednostka administracyjna w Chorwacji, w żupanii pożedzko-slawońskiej. W 2011 roku liczyła 26 248 mieszkańców.